# Michael E. Porter

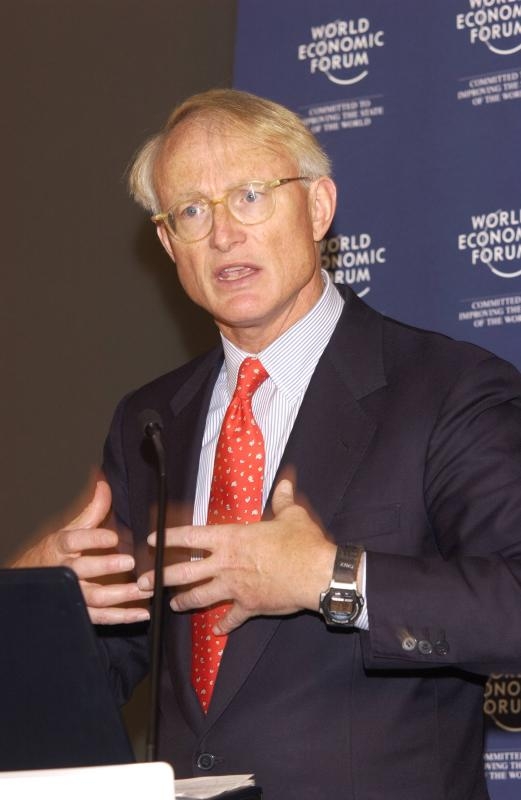
Michael Porter (2009)

Das Modell einer Wertkette nach Michael Eugene Porter.

Wettbewerbskräfte

Michael Eugene Porter (* 23. Mai 1947 in Ann Arbor, Michigan) ist ein US-amerikanischer Ökonom und Universitätsprofessor für Wirtschaftswissenschaft am Institute for Strategy and Competitiveness an der Harvard Business School. Er gilt als einer der führenden Managementtheoretiker. In mehreren Rankings wurde er zu einem der einflussreichsten Managementdenker gewählt. Im Mittelpunkt seiner Arbeiten stehen Fragen von Strategie und Wettbewerb: für Einzelunternehmen, Regionen und Volkswirtschaften. Er gilt als einer der Begründer des strategischen Managements. Sein Buch Competitive Advantage (1985) ist eines der Standardwerke der Managementliteratur.
Porter ist insbesondere bekannt für die Formulierung der drei generischen Wettbewerbsstrategien (Segmentierung, Differenzierung und Kostenführerschaft), die Wertkette (Value Chain), die den Produktionsprozess eines Unternehmens in Form eines Blockpfeils darstellt, und die Konkurrenzanalyse und Bestimmung der Branchen- und Marktattraktivität anhand des Fünf-Kräfte-Modells (Five Forces).
Neben seiner wissenschaftlichen Tätigkeit ist Michael Porter Berater für Unternehmen und Regierungen. Er ist Mitgründer der Managementberatung Monitor.

## Werke
Die folgenden ausgewählten Modelle und Managementkonzepte gehen auf die wissenschaftliche Arbeit von Michael Porter zurück:
- Die Branchenstrukturanalyse, anhand dessen sich die Wettbewerbsmechanismen eines Marktes charakterisieren lassen.
- Die Wertkette (Value Chain), welches Unternehmen den logischen Zusammenhang von Tätigkeiten in einem Unternehmen darstellt und daraus strategische Fragen ableiten lässt.
- Das Konzept generischer Strategien, nachdem es grundsätzlich drei unterschiedliche erfolgreiche Wettbewerbsstrategien gibt (Segmentierung, Differenzierung und Kostenführerschaft).
- Das Diamanten-Modell anhand dessen sich die Wettbewerbsfähigkeit und Clusterbildung von Volkswirtschaften und Regionen in einzelnen Branchen beschreiben lässt
- Die Porter-Hypothese, nach der strenge Umweltregulierung die Innovation befördern und zu Effizienzgewinnen und Wettbewerbsvorteilen führen kann.[4]

Michael Porter nimmt immer wieder zu tagespolitischen Fragen Stellung, wie zur Debatte über die Gesundheitsreform in den USA.

## Kritik
Porter wurde von der akademischen Welt für seine inkonsistente logische Argumentation in seinen Behauptungen kritisiert. Kritiker bezeichneten seine Schlussfolgerungen teilweise als nicht empirisch untersucht und lediglich auf ausgewählten Fallbeispielen basierend. Des Weiteren behaupteten sie, Porter habe die originären Verfasser, auf denen seine Axiome basieren, nicht gewürdigt.

## Schriften
- Note on the structural analysis of industries. Case No. 9-376-054, Boston/Mass.: Intercollegiate Case Clearing House 1974.
- Interbrand choice, strategy and bilateral market power, Harvard Economic Studies, Cambridge/Mass.: Harvard University Press 1976.
- Mit Caves, R. E.; Spence, A. M.: Competition in the open economy, Harvard University Press, Cambridge 1980.
- Competitive Strategy. Techniques for Analyzing Industries and Competitors, Free Press, New York 1980. ISBN 978-0743260886
- The Contributions of Industrial Organization to Strategy Formulation: a promise beginning to be realized. Harvard Business School Working Paper 79-60, Division of Research, Graduate School of Business Administration, Harvard University, Boston/Mass. 1980.
- Cases in competitive Strategy, The Free Press, New York 1983.
- Wettbewerbsstrategie, Methoden zur Analyse von Branchen und Konkurrenten. 1. Auflage. Frankfurt (Main): Campus 1983.
- Competitive Advantage, Free Press, New York 1985. ISBN 0-684-84146-0
- Competition in Global Industries, Boston/Mass. 1986.
- Mit Cynthia A. Montgomery (Eds.), Strategy. Seeking and Securing Competitive Advantage, Boston/Mass.: Harvard Business Press 1991.
- The Competitive Advantage of Nations, Free Press, New York 1998. ISBN 0-684-84147-9
- Can Japan Compete? , 2000, ISBN 0-465-05989-9.
- Mit Elizabeth Olmsted Teisberg: Redefining Health Care. Creating Value-Based Competition on Results. Harvard Business School Press, Boston 2006, ISBN 1-59139-778-2.
- Mit Mark R. Kramer: Creating Shared Value. Harvard Business Review, 89(1-2), 2011: 62-77.